# 新潟県道258号長坂潟町停車場線
新潟県道258号長坂潟町停車場線（にいがたけんどう258ごう ながさかかたまちていしゃじょうせん）は、新潟県上越市にある一般県道。

## 概要

### 路線データ
- 起点：新潟県上越市吉川区長坂（新潟県道61号柿崎牧線交点）
- 終点：潟町停車場（新潟県上越市大潟区潟町）

## 地理

### 通過する自治体
- 新潟県
  - 上越市

### 主な接続路線
- 新潟県道61号柿崎牧線（吉川区長坂地内）
- 新潟県道30号新井柿崎線（頸城区日根津地内 - 同区上増田地内）
- 新潟県道240号上増田吉川線（頸城区上増田地内）
- 新潟県道77号上越頸城大潟線（頸城区日根津上柳町地内）
- 国道8号（大潟区土底浜地内）
- 新潟県道129号犀潟柿崎線（大潟区土底浜地内 - 同区潟町地内）
- 新潟県道120号潟町停車場線（大潟区潟町地内 - 終点）
- 国道8号（大潟区潟町）